# Chimichanga
Il chimichanga, conosciuto anche come chivichanga o chimmy chonga, è un piatto tipico della cucina del sud degli Stati Uniti d'America e di alcuni stati del Messico.
Si tratta di una tortilla riempita con numerosi ingredienti, in particolare riso, formaggio e machaca.

## Storia
Le origini del Chimichanga sono controverse.
Le parole chimi e changa provengono da due termini spagnolo messicano: chamuscado, il cui significato è bruciato, e changa, relativo a chinga, parola che riassume una serie di volgarità. Nella cucina messicana, vi è un alimento chiamato chamuco, una banana bruciata in olio.
Nel 1922, secondo una fonte, la proprietaria del ristorante El Charro di Tucson in Arizona, Monica Flin,  fece accidentalmente cadere dell'impasto nell'olio bollente. Immediatamente iniziò a pronunciare una parolaccia in spagnolo che inizia con "chi..." ma si bloccò subito, e al posto di dire chingada le uscì la parola, chimichanga, un equivalente spagnolo della parola "thingamajig".
Una chimichanga con fagioli fritti e riso fu servito in un ristorante dell'Illinois.
Woody Johnson, fondatore del Macayo Mexican Kitchen, sostenne di aver inventato la chimichanga nel 1946, quando mise, per esperimento, alcuni burritos in una friggitrice. Questi "burritos fritti" diventarono così popolari che dal 1952, quando il Woody El Nido, il ristorante di Woody Johnson, divenne Macayo's, la chimichanga fu una delle principali portate del menù. Johnson aprì il Macayo's nel 1952.
Nonostante non vi siano registrazioni ufficiali che indichino quando il piatto sia apparso per la prima volta, il folklorista pensionato Jim Griffith, affermò di aver visto dei chimichangas al ristorante Yaqui Old Pascua Village di Tucson, verso la metà degli anni 1950.
Un'altra variante della chimichanga fu attribuita ai messicani immigrati in America.
A seguito della variante della chimichanga, diffusa in Messico, un'altra origine potrebbe essere quella che gli immigrati negli Stati Uniti introdussero soprattutto attraverso Nogales in Arizona. Una terza e più probabile possibilità, è che la chimicanga, o chivichanga, sia stata a lungo parte della cucina della Pimería Alta in Arizona e Sonora, estendendo la sua presenza verso sud, fino nello stato messicano di Sinaloa, dove comunque hanno dimensioni più piccole.
La conoscenza e l'apprezzamento del piatto si diffusero lentamente fuori Tucson, aumentando sempre più nei decenni successivi. Anche se ora la chimichanga è diffusissima nei menù, sia Texani che Messicani, un'ulteriore ipotesi indica che la sua presenza all'interno degli Stati Uniti sembra aver avuto origine nella località di Pima Country, Arizona.
Secondo i dati presentati dal Dipartimento dell'Agricoltura degli Stati Uniti, una classica chimichanga da peso medio di 183 grammi, contiene 443 kilocalorie, 20 grammi di proteine, 39 grammi di carboidrati, 23 grammi di grassi totali, 11 grammi di grassi saturi, 51 milligrammi di colesterolo e 957 milligrammi di sodio.